# Killearn
Killearn (schottisch-gälisch: Cill Earn, u. a. auch Cill Earnain) ist ein Ort in der schottischen Council Area Stirling mit 1701 Einwohnern, der dort eine der 42 Community Council Areas bildet.

## Geografie

### Geografische Lage
Killearn liegt etwa 29 Kilometer nördlich von Glasgow am Fuß der Campsie Fells.

## Geschichte

### Killearn Hospital

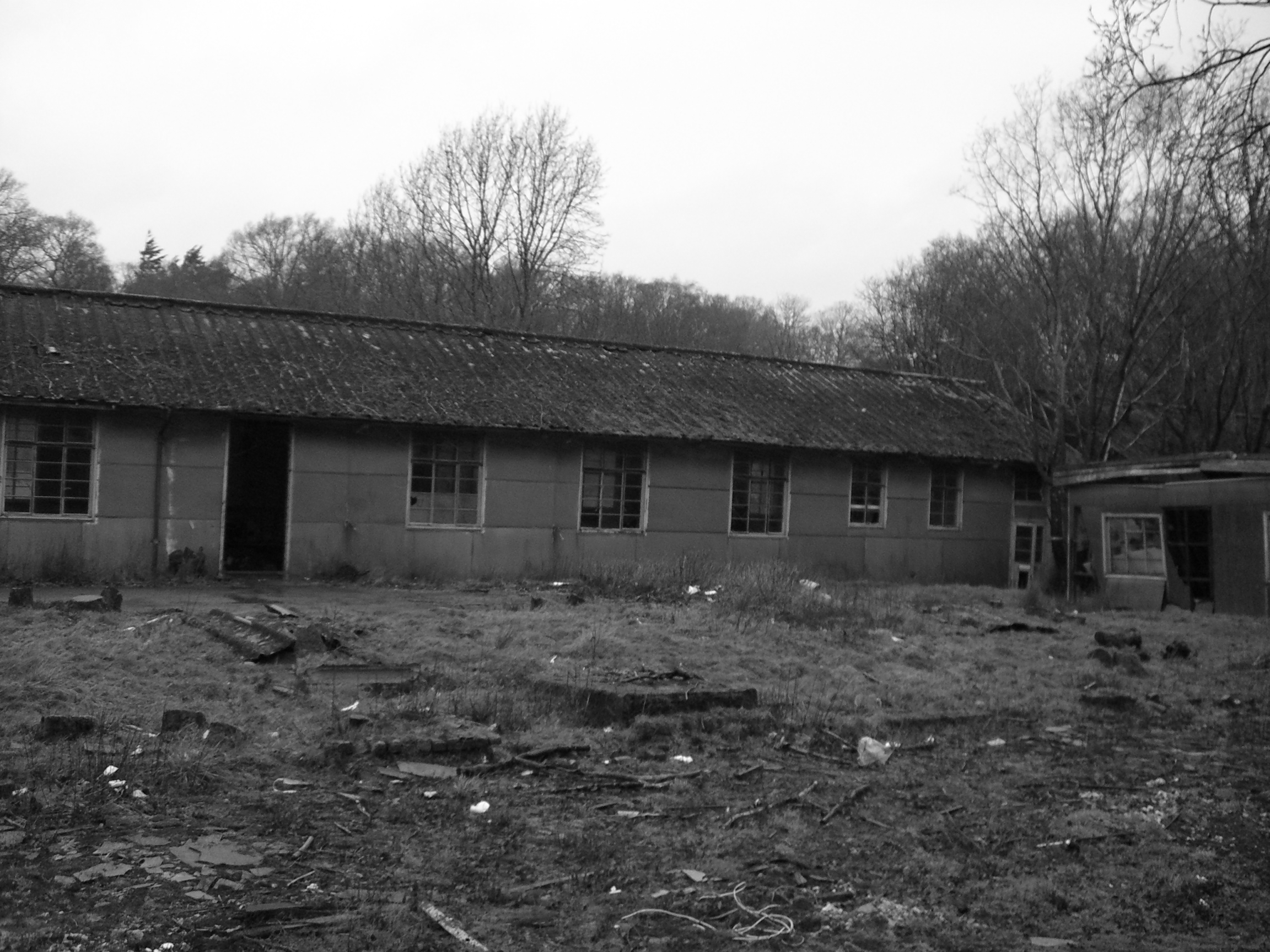
Ruinen des Krankenhauses, 2007

1939 begann man mit dem Bau des Killearn Hospital, das 1941 fertiggestellt wurde und vor allem der medizinischen Versorgung von Kriegsteilnehmern und Arbeitern der Werften in Clydebank, welche Ziel deutscher Bombenangriffe waren, diente. Ursprünglich für 640 Betten angelegt, waren bis Ende des Zweiten Weltkrieges 404 Betten verfügbar. Das Krankenhaus war eng mit dem Glasgow Western Infirmary verbunden, die Entfernung in die Stadt stellte beim Transport von Notfällen und Personal allerdings ein Problem dar.
Zu Beginn der 1970er Jahre wurde das Krankenhaus in Killearn aufgegeben und verfällt seitdem.

## Wirtschaft und Infrastruktur

### Verkehr
Killearn liegt östlich der Fernverkehrsstraße A81, welche von Glasgow nach Callander führt. Eine Bahnanbindung existiert nicht mehr. Entlang der ehemaligen Bahntrasse westlich des Ortes verläuft heute der Fernwanderweg West Highland Way.

## Sehenswürdigkeiten
In Killearn gibt es drei Kirchengebäude. Als Kirche der Gemeinde dient die 1882 errichtete Killearn Parish Church. Unmittelbar in ihrer Nähe steht die ehemalige Pfarrkirche, welche 1826 erbaut wurde und heute als Gemeindesaal benutzt wird. Die Ruine der 1734 errichtete Old Church ist dachlos, im 19. Jahrhundert diente der Ort als Begräbnisstätte.
Eine 1789 errichtete Säule, die von dem Architekten James Craig entworfen wurde, erinnert an den bei Killearn geborenen Humanisten George Buchanan. Die Säule ist 31 Meter hoch. 1850 wurde eine Marmorplatte ergänzt.

## Persönlichkeiten

### Söhne und Töchter des Ortes
- George Buchanan (1506–1582), humanistischer Philosoph und Historiker.
- Miles Lampson, 1. Baron Killearn (1880–1964), britischer Diplomat

### Weitere Persönlichkeiten
- Der Chirurg James Hogarth Pringle, geboren 1863 in Australien, starb am 24. April 1941 in Killearn.[6]